# Xavier Pons

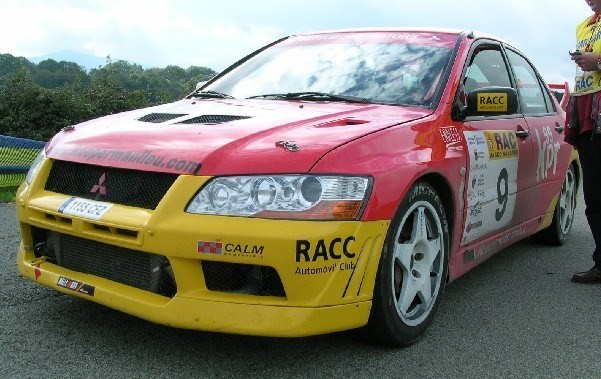
Xavi Pons en el Rallye Vasco-Navarro 2003.

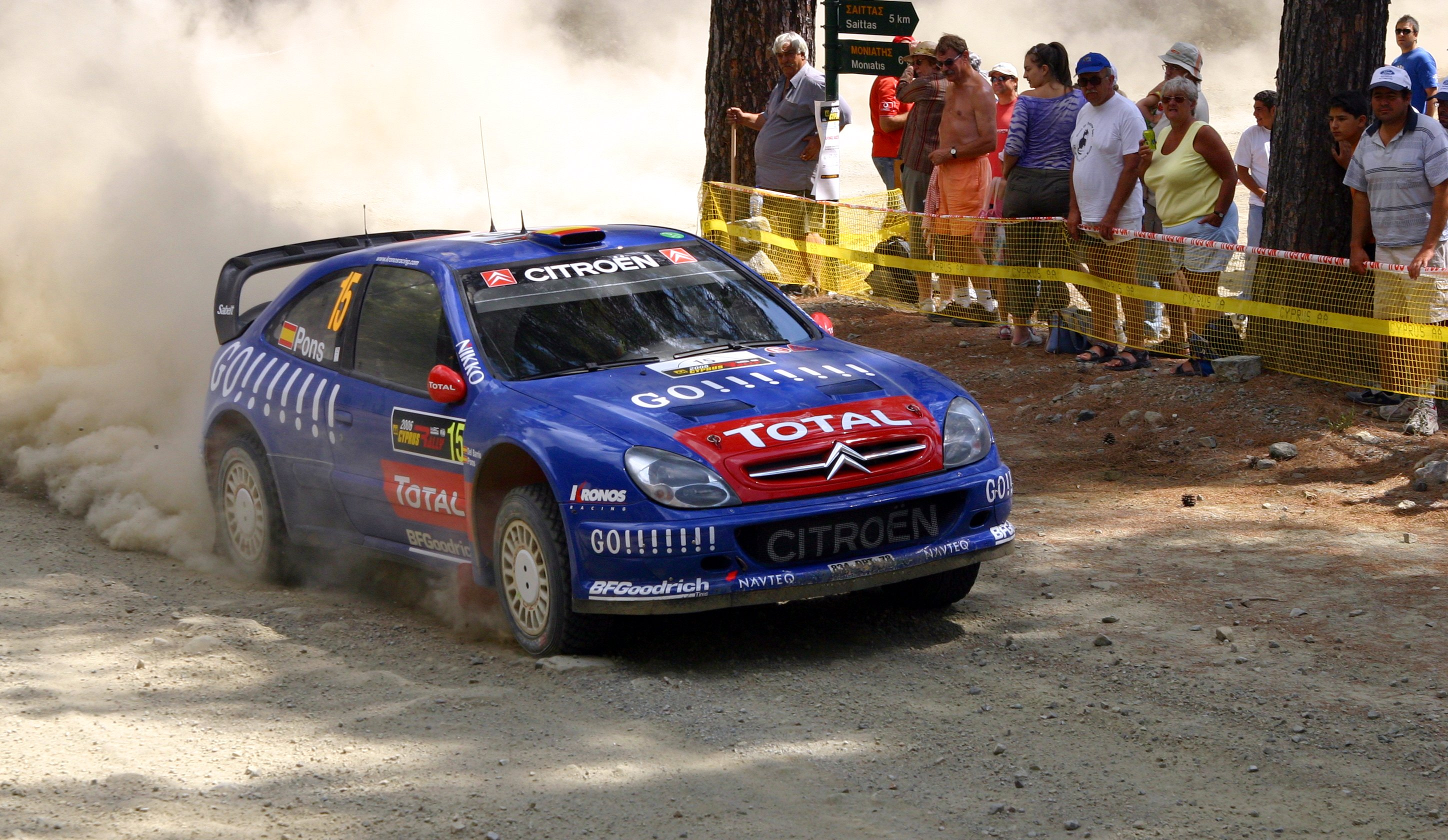
Xavi Pons en el Rally de Chipre 2006.

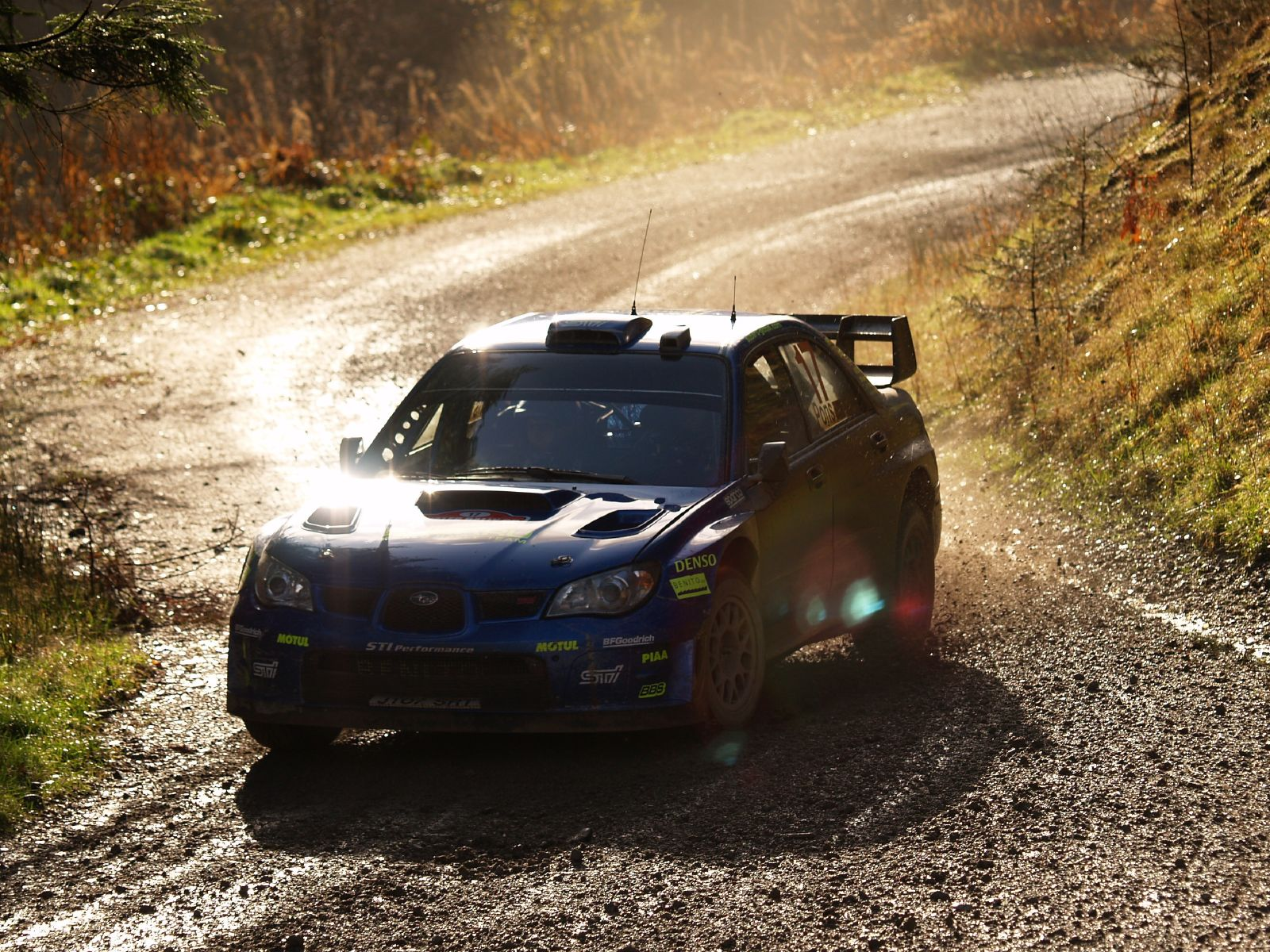
Xavi Pons en el Rally RAC de Inglaterra 2007.

Xavier Pons i Puigdollers (Vic, 21 de enero de 1980), más conocido como Xevi Pons, es un piloto de rally español que ha participado en diferentes competiciones. En el Campeonato de España de Rally, donde fue subcampeón en 2009, en el Campeonato Mundial de Rally donde ganó el Campeonato Super 2000 en 2010, en su primera edición, y en el Campeonato de España de Rally de Tierra donde logró cuatro títulos: 2008, 2012, 2013 y 2018.

## Trayectoria

### Inicios en motos
Pons empezó su carrera deportiva con las motos, ganando el Campeonato de España de Enduro en 1998. Ese mismo año, compitió con el equipo nacional junior en el International Six Days Enduro, ganando el Trofeo mundial júnior. Fue de nuevo parte del victorioso equipo español en 2000. Continuó corriendo en el Campeona de España de Enduro, siendo vencedor en 2000 y 2001, participando también en el Campeonato Mundial de Enduro.

### Paso a las cuatro ruedas
En el año 2002, Xavi Pons debuta en competición, en la disciplina de rallyes. En ese mismo año en el que debuta en automovilismo, vence en la categoría de grupo N del Campeonato de España de rallyes sobre tierra, y es segundo en la misma categoría en el nacional de asfalto, a bordo de un Mitsubishi Lancer Evo VII.
En 2003 disputa su primera prueba del Campeonato del Mundo de rallyes, corriendo el Rally de Suecia. En 2004 Xavi participa asiduamente en las citas del Campeonato del Mundo de Rallyes, encuadrado tanto en el Campeonato Mundial Júnior (JWRC) como en el de Producción (PWRC), a bordo de un Fiat Punto S1600 y de un Mitsubishi Lancer Evo VII, respectivamente. En el campeonato de producción consiguió dos victorias y finalizaba cuarto absoluto; en el campeonato júnior fue noveno final, con un tercero como mejor puesto en el Rallye Acrópolis. Llegaba incluso a puntuar para la clasificación absoluta del WRC en el Rally de Australia, donde sería sexto.

### WRC
En 2005 corre once rallyes a bordo de un vehículo World Rally Car (Peugeot 206 WRC y Citroën Xsara WRC), y cuatro con un Mitsubishi de grupo N. Puntúa en dos citas: en el Rallye Tour de Córcega, séptimo; y en el Rallye de Catalunya, cuarto. Finaliza la temporada como 16º en la clasificación final del campeonato, con 7 puntos.
En la temporada 2006, Xavi pasa a formar parte del equipo Kronos Total Citroën, siendo compañero de equipo del campeón mundial Sébastien Loeb. Tras el Rallye de Alemania su equipo decidiría sustitirle como piloto nominado para puntuar para marcas por Daniel Sordo, ya que Pons sumaba 11 puntos y Citroën necesitaba sumar más para mantener sus posibilidades para ganar el título de marcas. Pons tendría una nueva oportunidad de volver a ocupar el lugar de segundo conductor cuando Sébastien Loeb tendría un accidente, no pudiendo competir en el Rallye de Turquía, pero el equipo decidiría finalmente llamar al excampeón mundial Colin McRae para sustituirlo. Aun así, quedaría 4º en ese rallye, por lo que sería seleccionado segundo conductor a continuación, para el siguiente rallye en Australia, donde acabaría 4º de nuevo, a lo que seguiría un 5º en los rallyes de Nueva Zelanda y Gales. Con 32 puntos, finalizaría la temporada como séptimo piloto en la clasificación final del mundial 2006, su mejor temporada hasta la fecha.
En 2007, empezó el año corriendo un Mitsubishi Lancer WRC privado, con el que disputó los rallyes de Monte Carlo, Suecia y Noruega, donde estuvo a punto de terminar en los puntos. A continuación dejaría momentáneamente de competir, hasta que recibió la llamada del equipo oficial Subaru, que le ofreció un tercer coche oficial a partir del Rallye de Finlandia, en donde terminaría sexto. Solamente conseguiría entrar de nuevo en los puntos en el Rallye de Francia, donde sería octavo. Finalizaría así la temporada como 17º en la clasificación final del mundial WRC 2007.

### Regreso al nacional
De cara a 2008, Xevi tenía un acuerdo con Subaru para correr con su tercer coche en el WRC, pero finalmente las partes no se pusieron de acuerdo, y el catalán acabó disputando, a bordo de un Mitsubishi Lancer Evo IX, el Campeonato de España de rallyes sobre tierra, alcanzando el título de Campeón de España de rallyes sobre tierra, en una reñida disputa con otros pilotos como Dani Sola o la joven promesa Yeray Lemes. Además de su participación en el certamen de tierra, tuvo la oportunidad de disputar las dos últimas pruebas del nacional de asfalto con un Porsche 997 GT3 del equipo de Sergio Vallejo, para tratar de ayudarle en su lucha por el título frente a Enrique García Ojeda, quien finalmente se llevaría el entorchado de asfalto.
En 2009, vistos sus buenos resultados en asfalto, el equipo del Team Nupel de Sergio Vallejo le ofreció la posibilidad de disputar el campeonato de asfalto a bordo de un Mitsubishi Lancer Evo X, para tratar de conquistar el título en la categoría de Grupo N. Asimismo, Xevi seguirá corriendo el nacional de tierra, donde ya ha sido segundo en la primera cita, por detrás del piloto oficial de Subaru Brice Tirabassi.

### 2010
En el año 2010 sigue compitiendo con el equipo Nupel Global Racing, participando en pruebas del Campeonato de España pero sobre todo en el Campeonato Mundial de Rally Super 2000, obteniendo varias victorias y luchando por el título, que gana en la última prueba del año: el Rally de Gran Bretaña.
Se convierte así en el primer piloto en ganar esta categoría.

### 2014
Después de convertirse ganador del Campeonato de España de rallies de tierra durante 3 años, Xavi regresó al Mundial de Rallies a bordo de un Ford Fiesta R5 de M-Sport, con el que también correrá el Ypres Rally del campeonato europeo.

## Resultados completos

### Campeonato Mundial de Rally
| Año  | Equipo                  | automóvil                                  | 1       | 2       | 3       | 4       | 5       | 6       | 7       | 8      | 9       | 10      | 11      | 12      | 13      | 14     | 15      | 16      | Posición | Puntos |
| ---- | ----------------------- | ------------------------------------------ | ------- | ------- | ------- | ------- | ------- | ------- | ------- | ------ | ------- | ------- | ------- | ------- | ------- | ------ | ------- | ------- | -------- | ------ |
| 2003 | Xavier Pons             | Mitsubishi Lancer Evolution V              | MON     | SWE 52  | TUR     | NZL     | ARG     | GRE     | CYP     | GER    |         |         |         |         |         |        |         |         | -        | 0      |
| 2003 | Xavier Pons             | Mitsubishi Lancer Evolution VII            |         |         |         |         |         |         |         |        | FIN Ret | AUS     | SRM     | FRA Ret | ESP 15  | GBR 22 |         |         | -        | 0      |
| 2004 | Xavier Pons             | Fiat Punto S1600                           | MON Ret |         |         |         | GRE 16  | TUR Ret |         | FIN 28 |         | GBR 24  | ITA Ret |         |         |        |         |         | 19º      | 3      |
| 2004 | Xavier Pons             | Mitsubishi Lancer Evolution VII            |         | SWE 42  | MEX 16  | NZL 16  |         |         | ARG Ret |        |         |         |         | FRA 12  |         |        |         |         | 19º      | 3      |
| 2004 | Xavier Pons             | Mitsubishi Lancer Evolution VIII           |         |         |         |         |         |         |         |        | DEU 15  |         |         |         |         | AUS 6  |         |         | 19º      | 3      |
| 2004 | Xavier Pons             | Renault Clio S1600                         |         |         |         |         |         |         |         |        |         |         |         |         | ESP Ret |        |         |         | 19º      | 3      |
| 2005 | Xavi Pons               | Peugeot 206 WRC Mitsubishi Lancer Evo VIII | MON Ret | SWE 38  | MEX 10  | NZL 13  | ITA Ret | CYP 34  | TUR 17  |        |         |         |         |         |         |        |         |         | 16º      | 7      |
| 2005 | OMV World Rally Team    | Citroën Xsara WRC                          |         |         |         |         |         |         |         | GRE 10 | ARG 10  | FIN 12  | GER 9   | GBR 11  | COR 7   | JPN    | ESP 4   | AUS Ret | 16º      | 7      |
| 2006 | Kronos Citroën          | Citroën Xsara WRC                          | MON 9   | SWE 7   | MEX Ret | ESP Ret | FRA 6   | ARG 17  | ITA 4   | GRE 8  | GER 14  | FIN Ret | JPN     | CYP 7   | TUR 4   | AUS 4  | NZL 4   | GBR 5   | 7º       | 32     |
| 2007 | Xavi Pons               | Mitsubishi Lancer WRC05                    | MON 25  | SWE Ret | NOR 16  | MEX     | POR     | ARG     | ITA     | GRE    |         |         |         |         |         |        |         |         | 16º      | 4      |
| 2007 | Subaru World Rally Team | Subaru Impreza WRC                         |         |         |         |         |         |         |         |        | FIN 6   | GER 18  | NZL Ret | ESP 9   | FRA 8   | JPN 36 | IRE Ret | GBR 9   | 16º      | 4      |
| 2010 | Nupel Global Racing     | Ford Fiesta S2000                          | SWE     | MEX 8   | JOR 10  | TUR     | NZL 10  | POR 12  | BUL     | FIN    | GER 15  | JPN     | FRA 15  | ESP     | GBR     |        |         |         | 15º      | 6      |
| 2011 | RMC Motorsport          | Mitsubishi Lancer Evo X                    | SWE     | MEX     | POR     | JOR     | ITA     | ARG     | GRE     | FIN    | DEU     | AUS     | FRA     | ESP Ret | GBR     |        |         |         | -        | 0      |
| 2014 |                         | Mitsubishi Lancer Evo X                    | MON     | SWE     | MEX     | POR     | ARG     | ITA 22  | POL     |        |         |         |         |         |         |        |         |         | -        | 0      |
| 2014 | ACSM Rallye Team        | Ford Fiesta R5                             |         |         |         |         |         |         |         | DEU 12 | AUS     | FRA 20  | ESP     | GBR     |         |        |         |         | -        | 0      |

### Campeonato de España de Rally
| Año  | Equipo                   | Vehículo                   | 1       | 2       | 3       | 4       | 5       | 6       | 7      | 8       | 9     | 10      | 11    | Posición | Puntos |
| ---- | ------------------------ | -------------------------- | ------- | ------- | ------- | ------- | ------- | ------- | ------ | ------- | ----- | ------- | ----- | -------- | ------ |
| 2003 | Citroën                  | Citroën Saxo S1600         |         |         |         |         | ORN 6   |         |        |         |       |         |       | 6º       | 33     |
| 2003 | Mitsubishi Motors España | Mitsubishi Lancer Evo VII  | MED 8   | ECI     | CAN 7   | RBX Ret |         | AVI 6   | VLL 22 | VCN 4   | CDS 4 |         |       | 6º       | 33     |
| 2004 | RACC Motorsport          | Fiat Punto S1600           | VIL 3   | ECI     | CAN     | RBX     | OUR     | AVI     | PDA    | VLL     | CDS   | MAD     |       |          |        |
| 2007 |                          | Mitsubishi Lancer Evo IX   | VIL 3   | CNR     | CAN     | RBX     | OUR     | FRR     | PRI    | VLL     | CBR   |         |       |          |        |
| 2008 | Nupel Global Racing      | Porsche 911 GT3            | VIL     | CNR     | CAN     | RBX     | OUR     | FRR     | PRI    | VLL     | SRM   | CBR 3   | MAD 4 | 10º      | 18     |
| 2009 | Nupel Global Racing      | Mitsubishi Lancer Evo X    | VLJ 2   | CNR 4   | CAN 2   | RBX 2   | ORN 2   | FRR Ret | PRA 4  | VLL 4   | SRM 2 | CBR 3   | MAD 2 | 2º       | 225    |
| 2010 | Nupel Global Racing      | Ford Fiesta S2000          | VIL     | CNR     | CAN     | RBX     | ORN 1   | FRR     | PRI    | VLL     | SRM   | MAD Ret |       | 21º      | 35     |
| 2011 | Nupel Global Racing      | Ford Fiesta S2000          | VLJ 2   | CNR 3   | CAN 1   | RBX 1   | ORN Ret | FRR Ret | PRA 3  | VLL 15  |       |         |       | 5º       | 187    |
| 2012 | ACSM Rallye Team         | Ford Fiesta Proto N1       | ORN 2   | FRR Ret |         | VLL     |         |         |        |         |       |         |       | 15º      | 30     |
| 2012 | ACSM Rallye Team         | Porsche 997 GT3 Cup Rallye |         |         | PRA Ret |         |         |         |        |         |       |         |       | 15º      | 30     |
| 2013 | ACSM Rallye Team         | Porsche 997 GT3            | CAN 3   |         | RIA Ret |         |         |         |        |         |       |         |       | 7º       | 114.5  |
| 2013 | ACSM Rallye Team         | Mitsubishi Lancer Evo X    |         | CAT 8   |         | ORE 3   | FER Ret | PRI Ret | LLA 2  | SMO Ret |       |         |       | 7º       | 114.5  |
| 2013 | ACSM Rallye Team         | Škoda Fabia S2000          |         |         |         |         |         |         |        |         |       | MAD 4   |       | 7º       | 114.5  |
| 2014 | ACSM Rallye Team         | Mitsubishi Lancer Evo X    | CNR Ret | SMO     | RBX     | OUR     | BIE     | FER     | PDA    | LLA     | CAN   | MAD     |       | -        | 0      |
| 2019 | ACSM Rallye Team         | Škoda Fabia R5             | SMO     | CAN 6   | ADE     | OUR Ret | COC     | FER     | PDA    | LLA     | CAN   | MED     | MAD 3 | -        | 22     |

### Campeonato de España de Rally de Tierra
| Año   | Equipo               | Vehículo                 | 1     | 2       | 3     | 4     | 5       | 6     | 7     | 8     | Posición | Puntos |
| ----- | -------------------- | ------------------------ | ----- | ------- | ----- | ----- | ------- | ----- | ----- | ----- | -------- | ------ |
| 2003  |                      | Mitsubishi Lancer Evo VI | SAL 2 | GIJ 3   | PON 2 | PAL 2 | MAD EXC | CAN 5 | OLI   | SAB 1 | 2º       | 127    |
| 2007  |                      | Mitsubishi Lancer Evo IX | GUI 1 | LAN Ret | LAN   | OUR   | PAL     | MAD   | MAD   | CAN   |          |        |
| 2008  | Calm Competicio      | Mitsubishi Lancer Evo IX | PAL 1 | GUI 1   | LAN 1 | LAN 3 | CAN 2   | CAN 2 | ECA   |       | 1º       | 166    |
| 2009  | Escudería Ourense    | Mitsubishi Lancer Evo IX | PAL 2 | GUI 4   | LAN 2 | LAN 1 | CAN     | CAN   | ECA   |       | 3º       | 98     |
| 2012  | Escudería Osona      | Mitsubishi Lancer Evo X  | BAN 1 | BAN 1   | ALM 1 | BAJ 1 | BAJ 1   | CID 1 | JIL   |       | 1º       | 210    |
| 2013  | ACSM Rallye Team     | Mitsubishi Lancer Evo X  | CER 1 | LOR 1   | URG 1 | BIE 1 | SER     | BIE   |       |       | 1º       | 105    |
| 2014  | ACSM Rallye Team     | Mitsubishi Lancer Evo IX | LOR 2 | GAL Ret | AND   | BIE   | CER     | RIO   |       |       | 18º      | 30     |
| 2015  | Escudería Mollerussa | Ford Fiesta R5           | LOR   | NAV     | GAL   | BIE   | CER Ret | EXT   | MAL   |       | -        | 0      |
| 2016  | Escudería Gironella  | Mitsubishi Lancer Evo X  | LOR   | NAV Ret |       |       |         |       |       |       | 19º      | 35     |
| 2016  | RMC Motorsport       | Peugeot 208 N5           |       |         | GAL 1 | BIE   | CER     | EXT   | CTG   | POZ   | 19º      | 35     |
| 2017  | Biela Club Manresa   | Peugeot 208 T16          | LOR   | NAV     | GAL   | CER 1 | EXT     | POZ   | CTG   |       | 17º      | 35     |
| 2018  | Biela Club Manresa   | Peugeot 208 T16          | LOR 1 | POZ 1   | VOL 1 | TDA 1 | CER 2   | NAV 8 |       |       | 1º       | 152    |
| 2018  | Biela Club Manresa   | Škoda Fabia R5           |       |         |       |       |         |       | GRA 1 | MAD 1 | 1º       | 152    |
| 2019  | ACSM Rallye Team     | Škoda Fabia R5           | LOR 1 | POZ 1   |       | TDA 1 | AST 1   | GRA 1 | VOL 1 |       | 1º       | 262    |
| 2019  | RMC Motorsport       | Ford Fiesta R5           |       |         | NAV 1 |       |         |       |       |       | 1º       | 262    |
| [ 4 ] |                      |                          |       |         |       |       |         |       |       |       |          |        |

### Súper Campeonato Español de Rally
| Año  | Equipo           | Automóvil      | 1     | 2     | 3     | 4       | 5     | 6   | 7     | 8     | Pos. | Puntos |
| ---- | ---------------- | -------------- | ----- | ----- | ----- | ------- | ----- | --- | ----- | ----- | ---- | ------ |
| 2019 | ACSM Rallye Team | Škoda Fabia R5 | LOR 1 | CAN 3 | TDA 1 | OUR Ret | AST 1 | PDA | GRA 1 | MAD 2 | 2º   | 94     |

| Predecesor: -                   | Campeón SWRC 2010      | Sucesor: Juho Hänninen |
| Predecesor: Dani Solà           | Campeón CERT 2008      | Sucesor: Yeray Lemes   |
| Predecesor: Óscar Fuertes       | Campeón CERT 2012-2013 | Sucesor: Amador Vidal  |
| Predecesor: José Antonio Suárez | Campeón CERT 2018-2019 | Sucesor: Nil Solans    |

### Rally Dakar
| Año     | Categoría | Vehículo    | Posición | Etapas |
| ------- | --------- | ----------- | -------- | ------ |
| 2016    | Coches    | Ford Ranger | 30.º     | -      |
| 2017    | Coches    | Ford Ranger | Ret.     | -      |
| Fuente: |           |             |          |        |